# Alphons Mayr von Baldegg
Alphons Mayr von Baldegg (* 15. Juni 1789 in Luzern; † 3. Oktober 1875 in Saint-Marcellin) war ein Schweizer Militär in französischen Diensten. Er entstammte der gleichnamigen Luzerner Patrizierfamilie.

## Leben
Alphons Mayr von Baldegg wurde am 15. Juni 1789 als Sohn des Landvogts und Gerichtspräsidenten Karl Mayr von Baldegg und der Elisabeth (geborene Schwytzer von Buonas) in Luzern geboren. Nach dem Besuch des Gymnasiums in Luzern wurde Mayr von Baldegg als Solddienstoffizier in französische Dienste übernommen. In dieser Funktion nahm er von 1803 bis 1814 und 1823 an den Feldzügen nach Spanien teil. Mayr von Baldegg wurde 1812 zum Generalstabsoffizier beziehungsweise 1845 zum Général de brigade befördert. Als Kommandant leitete er von 1848 bis 1851 die Kriegsschule von La Flèche sowie von 1848 bis 1851 die Generalstabsschule in Paris.
Alphons Mayr von Baldegg, der mit Françoise Brenier de Montmorand, der Tochter eines Generals, verheiratet war, verstarb am 3. Oktober 1875 im Alter von 86 Jahren in Saint-Marcellin im Département Isère.

## Ehrungen
- 1813 Kommandeur der Ehrenlegion
- 1822 Ritter des St. Ludwigsorden